# Vicente Ramos (baloncestista)
Vicente Ramos Cecilio (Ciudad Rodrigo, Salamanca, 18 de marzo de 1947) es un exjugador de baloncesto español que jugó durante 14 temporadas en la Liga Española. Con 1,80 metros de altura, jugaba en la posición de base. Su hermano José Ramón también fue jugador del Club Baloncesto Estudiantes y del Real Madrid.

## Trayectoria deportiva
Se formó en las categorías inferiores del Club Baloncesto Estudiantes, llegando al primer equipo en 1963. Allí permanecería durante 5 temporadas antes de fichar por el Real Madrid, equipo con el que consiguió todos sus éxitos deportivos. Con el equipo blanco logró dos Copas de Europa de baloncesto y 3 Campeonatos del Mundo de Clubes.

Fue convocado con la selección española en 109 ocasiones, participando en los Juegos Olímpicos de México 1968 y Múnich 1972. Su mayor éxito fue la consecución de la medalla de plata en el Campeonato Europeo de Baloncesto disputado en Barcelona en 1973. Se retiró en 1978, con 31 años. 

### Equipos
Formado en la cantera de Estudiantes.
- Club Baloncesto Estudiantes (63-64 a 67-68)
- Real Madrid (68-69 a 77-78)

## Palmarés
- 2 Copa de Europa: (1978, 1980).
- 9 Ligas Españolas: (1969, 1970, 1971, 1972, 1973, 1974, 1975, 1976, 1977).
- 7 Copas de España:  (1970, 1971, 1972, 1973, 1974, 1975, 1977)
- 3 Copas Intercontinentales: (1976, 1977, 1978)

## Distinciones individuales
- 109 veces internacional con la selección española.
- Medalla de plata en el Eurobasket de Barcelona
- Dos participaciones en Juegos Olímpicos (México 1968 y Múnich 1972)
- Nombrado mejor base europeo en 1970
- Abanderado del equipo español en los Juegos del Mediterráneo de Argelia 1975
- Medalla de Plata al Mérito Deportivo por el CSD en 1978
- Real Orden al Mérito Deportivo Categoría de Plata en 2003